# Velké centrum
Velké centrum je šachový pojem, jenž označující souhrnně pole c3, c4, c5, c6, d3, d4, d5, d6, e3, e4, e5, e6, f3, f4, f5 a f6. Jsou to všechna pole malého centra a pole s nimi sousedící. O malém a velké centru souhrnně pojednává článek Centrum. Pojem se používá především ve strategii šachu.